# Domingos de Castro Antiqueira
Domingos de Castro Antiqueira, 1.º barão e visconde com grandeza de Jaguari (Viamão, c. 1774 — Pelotas, 2 de abril de 1852), foi um charqueador brasileiro.
Filho de José de Castro Antiqueira e Maria da Conceição, casou-se sucessivamente com Maria Bernardina Domingues, Maria Joaquina de Castro e Leocádia Amália da Silveira. Foi em sua residência que Dom Pedro II ficou hospedado em sua visita a Pelotas.
Primeiro charqueador de Pelotas a ser agraciado com um título nobiliárquico, barão em 18 de outubro de 1829, e depois visconde com grandeza em 2 de dezembro de 1846, foi também agraciado cavaleiro da Imperial Ordem de Cristo e dignitário da Imperial Ordem do Cruzeiro.
Foi um dos maiores patrocinadores da construção da Catedral São Francisco de Paula em Pelotas, seus restos mortais repousam no interior desta, junto à capela do Senhor dos Passos.